# Boris Kuzniecow (1928–1999)
Boris Dmitrijewicz Kuzniecow, ros. Борис Дмитриевич Кузнецов (ur. 14 lipca 1928 w Moskwie; zm. 3 grudnia 1999 tamże) – rosyjski piłkarz, grający na pozycji obrońcy, reprezentant ZSRR.

## Kariera piłkarska

### Kariera klubowa
Wychowanek zespołu fabryki Paryska Komuna w Moskwie. W 1947 rozpoczął karierę piłkarską w MWO Moskwa. W latach 1951–1952 klub reprezentował miasto Kalinin. W 1953 roku, po rozformowaniu MWO Moskwa, został piłkarzem Dynama Moskwa, w którym występował przez 9 lat. W 1961 zakończył swoją karierę piłkarską.

### Kariera reprezentacyjna
26 września 1954 zadebiutował w reprezentacji Związku Radzieckiego w spotkaniu towarzyskim z Węgrami zremisowanym 1:1. Łącznie rozegrał 26 meczów. W 1956 na igrzyskach olimpijskich w Melbourne w składzie olimpijskiej reprezentacji zdobył złoty medal.

## Kariera zawodowa
Po zakończeniu kariery piłkarskiej trenował młodzieżowe drużyny klubowe Dynama Moskwa (1963–1964). W latach 1965–1981 kierował przygotowaniem fizycznym w oddziałach KGB. W latach 1982–1988 pracował na stanowisku instruktora wychowania fizycznego w Towarzystwie Sportowym Dynamo. Zmarł 3 grudnia 1999 w Moskwie. Został pochowany na cmentarzu Wagankowskim, działka nr 24.

## Sukcesy i odznaczenia

### Sukcesy klubowe
- mistrz ZSRR: 1954, 1955, 1957, 1959
- wicemistrz ZSRR: 1956, 1958
- brązowy medalista mistrzostw ZSRR: 1960
- zdobywca Pucharu ZSRR: 1953
- finalista Pucharu ZSRR: 1955

### Sukcesy reprezentacyjne
- złoty medalista igrzysk olimpijskich: 1956
- uczestnik mistrzostw świata: 1958

### Sukcesy indywidualne
- wybrany do listy 33 najlepszych piłkarzy ZSRR: Nr 1 (1957, 1958, 1959), Nr 2 (1956), Nr 3 (1955)

### Odznaczenia
- tytuł Mistrza Sportu ZSRR
- tytuł Zasłużonego Mistrza Sportu ZSRR: 1957
- Medal „Za pracowniczą dzielność”
- Medal Orderu „Za zasługi dla Ojczyzny”